# 艾奧瓦州際鐵路

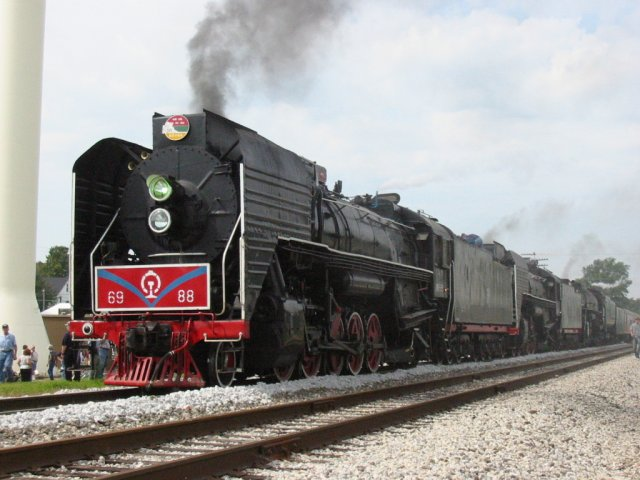
在艾鐵行走的前进型蒸汽机车

艾奧瓦州際鐵路（英語：Iowa Interstate Railroad）是美國的二級鐵路之一，位於美國中部，現為鐵路發展公司（Railroad Development Corporation）所經營。
該鐵路於1984年11月2日組成，使用了原有連接伊利諾伊州芝加哥及內布拉斯加州奧馬哈的岩島鐵路路軌。

## 車輛
有關方面已向GE訂購了12輛ES44AC型交流傳動柴油機車，預計會於2008年年底交付。
另外鐵路發展公司21世紀後曾購買中國製前進型蒸汽機車做為復古特殊趣味班次，其中6988号及7081号机车于2006年6月13日运抵美国，行走艾奥瓦州际铁路，6988号及7081号机车在美国服役初期仍带着中国铁路路徽，其后被换上IAIS的标志；

## 外部連結
- 艾奧瓦州際鐵路官方網站 （页面存档备份，存于） （英文）
- 鐵路發展公司官方網站 （页面存档备份，存于） （英文）